# Lori Dupuis
Lori Dupuis, född den 14 november 1972 i Williamstown i Ontario, är en kanadensisk ishockeyspelare.
Hon tog OS-guld i damernas ishockeyturnering i samband med de olympiska ishockeytävlingarna 2002 i Salt Lake City.